# Inmigración gallega en Argentina
Los gallegos en Argentina cuentan con 168 263 habitantes hacia el año 2015 concentrados principalmente en la ciudad de Buenos Aires y, en menor medida, otras provincias argentinas. Los gallegos emigraron entre los siglos XIX y XX, huyendo de la hambruna, la falta de trabajo, búsqueda de progreso social y las presiones políticas, siendo Argentina el principal país de la diáspora gallega.
Se estima que desde 1857 a 1960 se afincaron en Argentina 600.000 gallegos.

## Historia y características

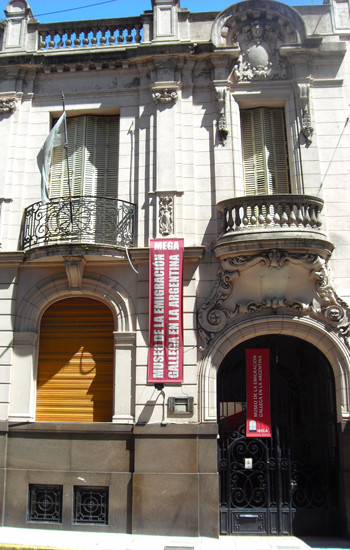
Museo de la Emigración Gallega en Argentina en Buenos Aires.

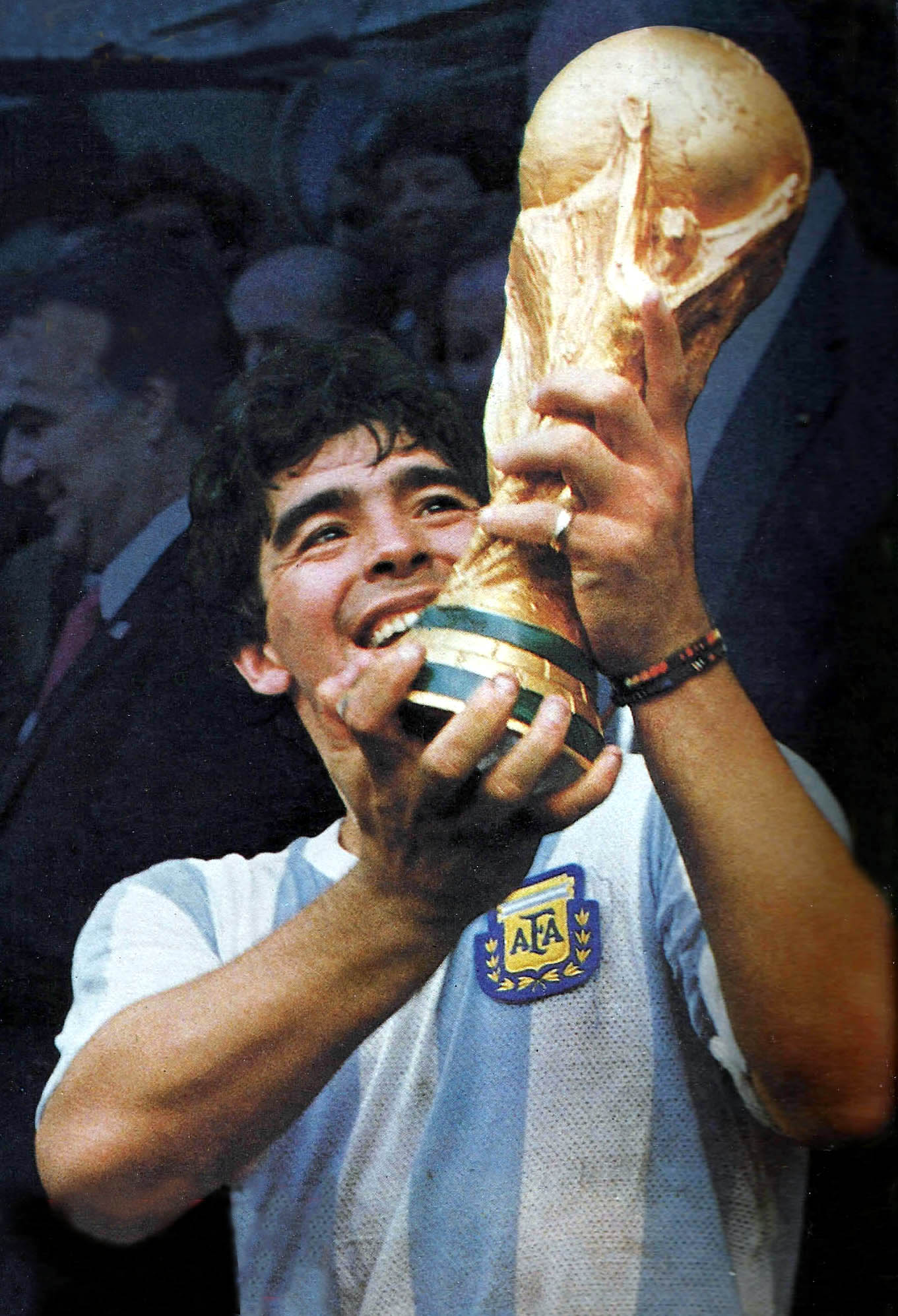
La familia de Diego Armando Maradona era de origen gallego.

Los gallegos y sus descendientes constituyen aproximadamente un 14% de la población argentina. La inmigración gallega fue masiva entre finales del siglo XIX y principios del siglo XX. También tuvo un factor importante la Guerra Civil Española, la caída de la Segunda República Española y la instauración de la dictadura de Francisco Franco. Los gallegos fueron el grupo mayoritario de los inmigrantes españoles en la Argentina, concentrándose principalmente en la región del Río de la Plata.
Argentina fue un destino elegido por su crecimiento económico y sus políticas migratorias proclives a la recepción de inmigrantes españoles e italianos, por ser considerados fácilmente asimilables a las características étnicas, culturales y espirituales del país sudamericano. Esto se mantuvo hasta mediados de la década de 1950 cuando los flujos de emigración se debilitaron por la inestabilidad política en Argentina, cambiando los destinos de la emigración gallega. Se estima que uno de cada tres gallegos en la diáspora vive en Argentina.
La ciudad con el segundo mayor número de población gallega del mundo, luego de Vigo y —según otras fuentes en competencia con La Coruña— es Buenos Aires (denominada en gallego «Bos Aires»), donde en las primeras décadas de los años 1900 los gallegos constituían el grupo de inmigrantes extranjeros más numeroso. Incluso había más gallegos en la capital argentina que en la propia Galicia. Para 1910 Buenos Aires era la mayor urbe gallega del mundo, con 150.000 nativos de Galicia que representaban entre el 8 y el 10 % de la población total de la ciudad, a comparación con los 60.000 habitantes que tenía La Coruña para esa misma fecha. Aún hoy en día Argentina es el país del mundo fuera de España con mayor presencia gallega. Esto le ha dado el mote a Buenos Aires de la «quinta provincia gallega». Se estima que el 65 % de los descendientes de españoles en Buenos Aires y Gran Buenos Aires, descienden de gallegos.
La capital argentina posee un gran número de instituciones civiles gallegas: un total 700 instituciones que a su vez se agrupan en 83, dos menos que el total en España y que representan la quinta parte de las instituciones gallegas en el extranjero. Los principales oficios de los gallegos en la ciudad fueron en la hotelería y el comercio, sobre todo alimenticio como almacenes, bares, tabernas y restaurantes. Varios de estos hoteles y locales llevan el nombre de ciudades gallegas. Las instituciones gallegas no solo se encuentran en Buenos Aires, también los hay en la Ciudad de Santa Fe, que data de 1919. La provincia de Buenos Aires fue el segundo destino de la inmigración gallega.
Anteriormente, los primeros gallegos habían llegado al actual territorio argentino en la época colonial comenzando a ser significativo en la mitad del siglo XVIII. Tras la expansión del Imperio Español por América eran pocos los gallegos que formaban parte de las expediciones. La presencia de gallegos fue limitada a unos cuantos hombres jóvenes y solteros que ocuparon puestos militares de segunda fila en el ejército o la armada ya que eran atraídos por las perspectivas del «Nuevo Mundo». En años posteriores, los gellegos, aun siendo pocos, formaban parte de la administración civil, militar o eclesiástica.
En 1806 se creó Tercio de Voluntarios de Galicia, una unidad de infantería formada por gallegos residentes en Buenos Aires a causa de las invasiones inglesas al Río de la Plata. Desaparecido en 1809, este cuerpo militar resurgió en 1995 como guardia de honor de la Escuela de Náutica Manuel Belgrano. Dicho cuerpo militar ha sido condecorado con la Medalla de Buenos Aires del gobierno porteño, la Medalla de Oro Distinción al Valor en Defensa de la Patria del Congreso de la Nación Argentina y la Medalla de Plata de Galicia de la Junta de Galicia.
Con el estallido de la guerra civil española la inmigración española, incluyendo la gallega, aumenta significativamente. Buenos Aires fue un destino que atrajo a los exiliados, ya que muchos de ellos tenían familiares en la Argentina como consecuencia de la masiva inmigración en períodos anteriores. Entre los nuevos inmigrantes había buen número de intelectuales, muchos de ellos dedicados al teatro, la literatura, las ciencias, la historia y, algunos, escribieron libros o crearon editoriales que llegaron a alcanzar mucha importancia y vida prolongada. Para 1950 había unos 100.000 gallegos censados en Buenos Aires.
El artista, empresario e intelectual galleguista Isaac Díaz Pardo se radicó temporalmente en Argentina, teniendo contacto con grupos de intelectuales que organizaban reuniones en Buenos Aires. Así estableció un proyecto de recuperación de la memoria histórica gallega que tuvo continuidad en Galicia. Constituyó el Laboratorio de Formas, precursor de otras actividades industriales y culturales como la restauración de la producción de cerámica de Sargadelos, en colaboración con Cerámicas do Castro (1963), el Museo Carlos Maside (1970), la editorial Ediciós do Castro (1963), el restaurado Seminario de Estudos Galegos (1970), el Instituto Galego de Información, etc.
Al menos unos 1.100.000 gallegos emigraron a la Argentina entre 1857 y 1960, de los cuales 600.000 se radicaron de forma permanente. Estas cifras representan el 15% de los europeos arribados a la Argentina. Según otras cifras entre 1830 y 1930 se documentaron en Galicia unas 852.427 salidas hacia América, cerca de la mitad del flujo gallego a América. Ellos y sus descendientes marcaron culturalmente al país, fundamentalmente en las grandes ciudades. Los inmigrantes eran muy variados: entre ellos había anarquistas como Antonio Soto (líder sindicalista de la Patagonia rebelde) e incluso terratenientes como Antonio Santamarina. También había empresarios y grandes comerciantes. Entre los descendientes de gallegos notables se pueden destacar a los presidentes argentinos Bernardino Rivadavia, Raúl Alfonsín y Cristina Fernández de Kirchner, y personalidades que recibieron el Premio Nobel como Carlos Saavedra Lamas y Adolfo Pérez Esquivel.
A excepción de los intelectuales exiliados, y en comparación con otros emigrantes arribados a la Argentina, muchos emigrantes eran campesinos sin o con pocos estudios y a causa de ello, se preocupaba por la educación rural en Galicia. En años del Franquismo, las remesas enviadas a Galicia por los emigrantes y exiliados eran muy importantes. Estos inmigrantes hablan muy mal el idioma español y se emplearon en puestos de baja cualificación en el sector de servicios urbanos.
Alfonso Daniel Manuel Rodríguez Castelao, padre del nacionalismo gallego, vivió y falleció en Buenos Aires. En 1944, Castelao creó el Consejo Nacional de Galicia en Montevideo, Uruguay, constituyéndose formalmente en Buenos Aires. Pretendía aglutinar a los diputados gallegos, galleguistas y republicanos, por encima de partidos políticos, para dotar de un órgano político a Galicia en el exilio. Basaba su legitimidad en el resultado positivo del plebiscito de aprobación del Estatuto de Autonomía de Galicia, aprobado poco antes del estallido de la Guerra Civil. Castelao ha sido homenajeado con una plazoleta en Buenos Aires.
En noviembre de 1954 se publicó en Buenos Aires un informe folleto para la UNESCO sobre la persecución al idioma gallego llevada a cabo por la Dictadura de Francisco Franco. La declaración de 32 páginas fue escrita por Ramón Piñeiro López y presentada a la UNESCO en una edición trilingüe en la VIII Conferencia de dicho organismo en Montevideo, en donde se decidiría sobre la admisión a España, representada por Manuel Fraga. En julio de 1956 en Buenos Aires se celebró el primer Congreso Mundial de la Emigración Gallega.
Los inmigrantes gallegos se han organizado en numerosas asociaciones y sociedades locales. En 1921 se creó la Federación de Sociedades Gallegas, Agrarias y Culturales para unir algunas de ellas. Durante los años 1920 logra una gran adhesión del conjunto de micro asociaciones comarcales gallegas, totalizando en poco tiempo 40 entidades con 5.800 afiliados. En 2007 también se creó la Biblioteca Galega do Bos Aires por parte de dicha federación. Entre 1904 y 1936 se crearon unas 350 sociedades gallegas que apuntaban al mutualismo.
Una importante asociación es el Centro Gallego de Buenos Aires, destacándose en el campo de la Medicina y en los de la Cultura y la Acción Social. En su maternidad nacieron miles de descendientes de gallegos. Su Instituto Argentino de Cultura Gallega patrocinó la edición de muchos libros que en Galicia nunca hubieran visto la luz. Las enfermeras del Centro Gallego aún hoy siguen luciendo en sus capas azules la Cruz de Santiago que forma parte del escudo de Santiago de Compostela. El Centro Gallego posee un hospital de 34.000 metros cuadrados, distribuidos en seis plantas y dos subsuelos, con 370 camas, seis quirófanos y 70 consultorios externos. También tiene un teatro, una sala de arte y una biblioteca de más de 20.000 volúmenes. El Centro Gallego de Buenos Aires llegó a tener 120.000 socios, siendo la mutual más importante del continente americano.
Raúl Alfonsín, descendiente de gallegos, en junio de 1984 durante su primer viaje al exterior como Presidente de la Nación Argentina, visitó el pueblo de Ribadumia, en Pontevedra, de donde eran oriundos sus abuelos. Allí se dirigió a los habitantes del poblado:

«Pueden estar orgullosos de los gallegos de allá [de Argentina]. Han llevado su trabajo, su honradez y generosidad, han dejado allí para siempre la huella de la hidalguía y el señorío gallegos».

En 1987, Alfonsín y el presidente de la Junta de Galicia, Gerardo Fernández Albor, participaron de los festejos del 80.º aniversario del Centro Gallego y del octavo del Centro Galicia de Buenos Aires.
La crisis de diciembre de 2001 en Argentina obligó a muchos inmigrantes y descendientes de gallegos a buscar empleo y emigrar la tierra de sus antepasados.
La Junta de Galicia posee una delegación en Buenos Aires desde 2007. Tiene como funciones representar al Gobierno de Galicia y promover la cooperación exterior, la cultura y el idioma gallego.
El número de gallegos en Argentina ha comenzado aumentar en las dos primeras décadas del siglo XXI, manteniendo su predominancia en la diáspora gallega. Muchos descendientes de emigrantes han podido acceder a la nacionalidad española.

## Regiones de origen
Hacia 2008, estadísticas indicaban que había unos 118.085 inmigrantes gallegos, de los cuales 41.102 eran de la provincia de La Coruña, 34.086 de la provincia de Pontevedra, 22.214 de la provincia de Lugo y 20.683 de la provincia de Orense.
Entre 1949 y 1950, el 34 % de emigrantes gallegos eran de la provincia de La Coruña, seguida por Lugo con el 25 %. Entre 1951 y 1952 los coruñeses eran el 35 % y entre 1959 y 1960, eran el 63 %, seguidos por Lugo (13 %), Pontevedra (13 %) y Orense (11 %). En cuanto a entidades locales, las principales que aportaban inmigrantes a la Argentina eran los partidos judiciales de Santiago de Compostela (42 %), Puenteaereas, Lalín, Fonsagrada, Chantada, Carballino y Ribadavia. En líneas generales fue La Coruña, seguido por Pontevedra, las provincias de nacimiento de la mayor parte de los gallegos en Argentina.
El Puerto de Vigo fue el principal punto de partida (97 %), seguido por Gibraltar (2 %) y Barcelona (1 %). El creciente movimiento de migrantes en Vigo llevó al que el gobierno argentino instalase un Consulado General en dicha ciudad.
En el caso de los pontevedreses, Buenos Aires tiene la mayor concentración de nativos de Pontevedra o sus descendientes. Allí funcionan 18 centros pontevedreses de las 83 instituciones gallegas de la ciudad. Una localidad de la provincia de Buenos Aires fue nombrada Pontevedra. El Centro Pontevedrés de Buenos Aires fue fundado en 1942 por las sociedades emigrantes de Lérez, Moraña, Alba, Campañó, Cerponzones, Geve, Sangenjo y Poyo.
Los inmigrantes también crearon instituciones que agrupaban a los oriundos de pequeñas comarcas, como por ejemplo, el Centro Arzuano Mellidense, fundado el 19 de enero de 1935 por un grupo de inmigrantes gallegos de los ayuntamientos de Arzúa y Mellide, ciudades coruñesas. Otros casos son los centros de las comarcas del Valle Miñor, Deza, Salnés, Vigo, entre otras.
| Censo electoral de galegos residentes en Argentina por provincia de inscripción, a 1/9/2023 | Censo electoral de galegos residentes en Argentina por provincia de inscripción, a 1/9/2023 |
| ------------------------------------------------------------------------------------------- | ------------------------------------------------------------------------------------------- |
| Provincia de La Coruña                                                                      | 56.839                                                                                      |
| Provincia de Lugo                                                                           | 31.496                                                                                      |
| Provincia de Orense                                                                         | 29.168                                                                                      |
| Provincia de Pontevedra                                                                     | 47.964                                                                                      |
| Total de gallegos en Argentina                                                              | 165.467                                                                                     |

## Participación política
España admite el voto en el exterior para elecciones de las comunidades autónomas, incluyendo Galicia. Hacia 2005, Argentina tenía 100.857 electores gallegos censados, siendo la mayor población de ese origen en el extranjero. En las últimas décadas, los gobiernos de Galicia quedaron en manos de los gallegos que viven en el exterior, especialmente en Argentina. Las votaciones se realizan por correo, demorando varias semanas.
En 2008 el 60 % del voto gallego en el extranjero se concentraba en Argentina. En cuatro años la cifra de votantes se incrementó más de un 25%, llegando los 116.682 y representando el 5 % de los votantes del total de la comunidad autónoma gallega. En 2009 los votantes gallegos en Argentina llegaban a 121.000. En las elecciones de ese año, los candidatos Emilio Pérez Touriño (PSdG-PSOE) y Alberto Núñez Feijóo (PPdG) organizaron una campaña en Argentina y viajaron a Buenos Aires. Incluso en los tradicionales colectivos porteños se podía ver publicidad electoral.
En 2012, Galicia tenía 397.284 votantes en el extranjero, de los cuales 141.680 (casi la mitad) vivían en Argentina. Estas cifras hacen que los partidos políticos tradicionales (PPdG, PSdG-PSOE y BNG) la consideren como un «enclave electoral». Muchos de estos votantes son gallegos de segunda y tercera generación que nacieron en Argentina pero que adquirieron la nacionalidad española. El censo electoral español de 2013 contabilizó 147 062 electores gallegos en Argentina hacia 2013.
En 2005, un grupo de alcaldes de los municipios de Ames, Brión, Boqueijón, Teo, Vedra y Valle del Dubra (todos ellos de la Comarca de Santiago en La Coruña), viajó a Buenos Aires reuniéndose con grupos de inmigrantes gallegos.

## Cultura
En Argentina los inmigrantes y sus descendientes han realizado un trabajo de mantenimiento y difusión de la cultura gallega destacándose Castelao, Eduardo Blanco Amor, Luis Seoane, Lorenzo Varela, Ramón de Valenzuela, Rosalía de Castro y Antonio Pérez Prado entre otros.

### Estereotipos
La inmigración procedente de Galicia ha sido tan importante que en Argentina en la actualidad todos los inmigrantes españoles, sin importar su origen, a menudo son referidos como «gallegos», a excepción de los vascos.

«Los gallegos han sido la punta de lanza de España en Argentina, son todavía los que representan en todos los aspectos a España»
María Rosa Lojo.

Este término en ocasiones ha tenido un significado despectivo, refiriéndose al gallego como un individuo de pocas luces, avaro y desconfiado. También es habitual caracterizar a los gallegos en los denominados «chistes de gallegos», sobre todo en las versiones popularizadas en la Argentina por «Pepe Muleiro», seudónimo del periodista Ricardo Parrotta. La comunidad gallega de Buenos Aires llegó a presentar una denuncia por discriminación contra el periodista. Históricamente a mediados del siglo XX se reflejaban estas bromas en las revisas, sainetes, literatura, teatro y la prensa de la época.
El autor Antonio Pérez Prado ha definido a estas representaciones como «galaiconos», inmortalizados por las caricaturas y los personajes de historieta, siendo un claro ejemplo conocido el personaje Manolito de la historieta Mafalda, que es caracterizado según el estereotipo del «gallego» de los chistes argentinos, cuya versión española serían los «chistes de Lepe», con personajes simples y tontos, aunque siempre con los pies en la tierra. Su caracterización también es física, contando con una «cabeza grande y cuadrada, corte de pelo de cepillo, cejas frondosas y sin solución de continuidad, quijadas recias y sombreadas por una barba incipiente».
Estos personajes ya aparecían en el seminario argentino Caras y Caretas a principios del siglo pasado y contaban con buenas virtudes, como el trabajo, la lealtad, la honestidad, el amor a la familia y a la tierra, el agradecimiento a la patria de acogida, la buena fe; mientras que las negativas eran la torpeza, la tosquedad, la falta de luces, la tacañería, la ingenuidad transformada en estolidez y la ignorancia. En el buen uso del término ha dado lugar a apodos cariñosos. Incluso Raúl Alfonsín era descrito como «buen gallego». Por otra parte, en su momento autores como Roberto Arlt y Ricardo Rojas, entre otros, denunciaron «la incapacidad de los argentinos para reconocerse como el gallego antecesor».

### Idioma
El idioma gallego es mantenido por el interés los descendientes de los inmigrantes. Hay posibilidades de aprenderlo en una escuela y mediante cursos. También existen emisiones de radio y se organizan actividades culturales. Cursos de idioma gallego han existido en Buenos Aires desde la década de 1950, y se han mantenido por diversas asociaciones.
Los gallegos han hecho aportes al Lunfardo argentino como las palabras chumbo (que significa plomo) o gayola. Otras palabras son barullo (alboroto), chantar, fariña («harina», pero que hace referencia a una situación temible), lurpiar (estafar), naco (tabaco en hebras), grela (mujer; palabra utilizada por Enrique Santos Discépolo en la letra de El Choclo), entre otros.

### Educación
El Colegio Santiago Apóstol funciona en la ciudad de Buenos Aires desde marzo de 1988, siendo el primer colegio gallego en el exterior. Fue inaugurado por el entonces presidente de la Junta de Galicia, Manuel Fraga, y es administrado tanto por dicho organismo como por el Centro Galicia de Buenos Aires. Imparte materias en idioma gallego y con contenido relacionado con Galicia. Desde 2005, tras un convenio con autoridades gallegas, los hijos de gallegos que asisten al instituto pueden ser becados.

### Medios de comunicación
El canal de televisión internacional de la Corporación Radio e Televisión de Galicia, Galicia TV América, se encuentra disponible en varios operadores de cable argentinos. También se accede a la Radio Galega y de Radio Galega Música. La red social Fillos de Galicia, creada en 1997, reúne a muchos argentinos descendientes de gallegos de segunda y tercera generación.

### Prensa

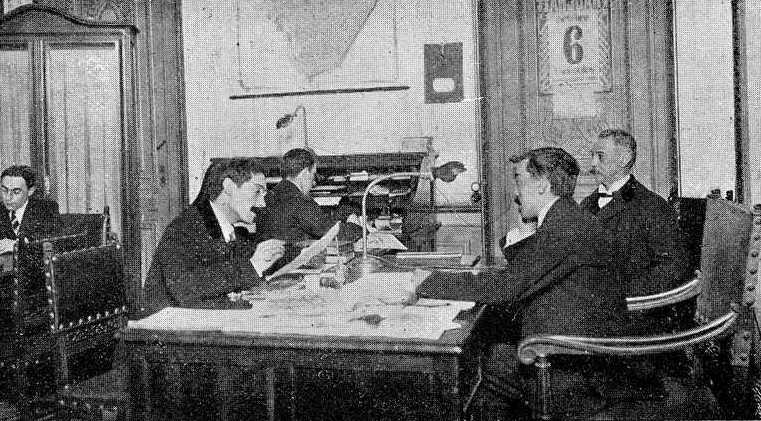
Redacción de Correo de Galicia en Buenos Aires, 1910.

En Argentina, principalmente en Buenos Aires, circularon a principios del siglo XX numerosas revistas, periódicos y publicaciones en idioma gallego y español. Entre ellos Almanaque Gallego, Lar, Adiante, Correo de Galicia, El Agrario, El Eco de Galicia, entre muchos otros. El primero de ellos apareció en 1878 con el nombre de El Gallego, siendo además el primero de su tipo en América del Sur.

### Festividades y bailes
La colectividad celebra el Día Nacional de Galicia y el festival Buenos Aires celebra Galicia, organizado por el gobierno de Buenos Aires y la colectividad gallega. Todas las actividades cuentan con música y gastronomía gallega. En las asociaciones gallegas es común celebrar las distintas festividades de toda Galicia y a bailar después de comer, emulando las tradicionales fiestas populares de los pueblos y aldeas.
Ya en el siglo XX en la capital argentina eran comunes los bailes amenizados por las tradicionales orquestas de jazz y grupos de gaitas llevados a cabo por los galelgos. En los veranos se organizaban pic-nics a orillas del Río de la Plata, donde se recreaban las tradicionales romerías, encuentros propios de las familias gallegas, que culminaban con bailes acompañados de conjuntos de gaitas gallegas.
En 1976 se fundó en Buenos Aires el Cuerpo de Baile haciendo sus primeras presentaciones con músicos en vivo. Fue premiado en 1988 en Santiago de Compostela luego de haber actuado con los mejores grupos folclóricos gallegos en su primer viaje a Galicia.

### Literatura y teatro

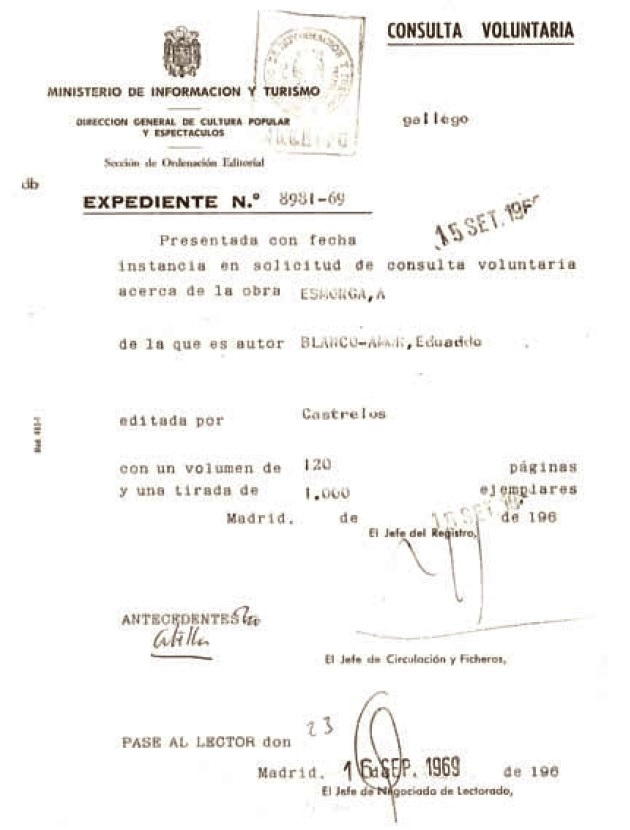
Expediente español de censura de la obra A Esmorga, publicada en Buenos Aires en 1959.

A partir de 1936, y durante las décadas de 1940 y 1950, la literatura gallega no estuvo muerta en Galicia, sino que fue continuada por los autores gallegos que, o bien se vieron en el deber de exiliarse, o bien estaban emigrados en América del Sur, principalmente Argentina, en el momento en el que estalló la guerra civil. La mayor parte de la actividad literaria estaba concentrada en Buenos Aires. Allí los exiliados entraron en contacto con los que emigraron antes de la sublevación militar y comenzaron a impulsar revistas, libros y reimpresiones, para establecer de este modo la continuidad de una cultura amenazada. Los intelectuales gallegos debieron optar por el exilio para mantener sus vidas y valores a salvo.
Esta cultura se mantuvo mediante libros, revistas e incluso editoriales. El sello Emecé fue fundado por Luis Seoane y Arturo Cuadrado, dedicándose a difundir prosa y poesía gallega, además de temas americanos y argentinos. Siguieron a Emecé las editoriales Nova y Botella al Mar, y otras pequeñas, ya desaparecidas, en la década de 1950.
Rosalía de Castro fue autora del Conto gallego que apareció por primera vez en una publicación periódica en el año 1864, y hasta el descubrimiento de esta edición sólo se tenía conocimiento de la publicación realizada por Manuel de Castro y López en su Almanaque gallego de Buenos Aires, en el año 1923.
La pieza A Soldadeira (1956), de Luís Seoane, merece ser nombrada con distinción dentro de la dramática gallega producida en América del Sur (concretamente en Buenos Aires), debido (entre otras virtudes) a su innovación estética.
En el teatro, sobresale la figura de Manuel Varela Buxán, quien fundó en Buenos Aires la compañía teatral gallega Aires da Terra, que más tarde fue renombrada Maruxa Villanueva por su cofundadora. Castelao asistió a una función de la obra de Varela Buxán Pola nosa culpa, y quedó impresionado por la acogida del público, lo que motivó que le confiara la estrena de Os vellos non deben de namorarse en 1941 en la capital argentina.
En los años de la España Franquista, se publicaron en Buenos Aires obras nuevas y reeditadas que estaban censuradas por el general Franco. Algunas de ellas llegan a Galicia de forma clandestina. Ejemplos son Sempre en Galiza de Castelao (en 1944) y A esmorga de Blanco Amor (en 1959).
Numerosos gallegos han formado parte de obras de la literatura y teatro argentino desde inicios del siglo XX en adelante. Ejemplos de ello pueden ser las novelas rurales Los caranchos de La Florida (1916), El inglés de los güesos (1923) y El romance de un gaucho (1933) de Benito Lynch donde había gallegos estafadores de gauchos, acopiadores de grano y pulperos. Otras obras son Hacer la América (1984) de Pedro Orgambid, ¡Yo quiero ser torero! (1931) de Oscar Beltrán y Luis Cané, La noche de la Revolución (1932) de José González Castillo, Rosa de Miami (2005) de Eduardo Belgrano Rawson, donde todas ellas los gallegos asumen figuras de militantes y defensores de los derechos. En las obras Cuando el tiempo era otro. Memorias de infancia en la pampa gringa (1999) de Gladys Onega, Pasador de piedra (2000) de Clementina Ibáñez, y las novelas Petra (2002) de Stella Bertinelli, Domingo en el cielo (2000) de Ana Sebastián, El buen dolor (1999) de Guillermo Saccomanno; se incluyen historias familiares de gallegos. También aparecen en las novelas históricas.
En 2016, Santiago de Compostela fue la ciudad invitada de honor a la Feria Internacional del Libro de Buenos Aires de 2016, participando en dicha feria diversos escritores y autores gallegos.

En Buenos Aires se editaron algunos de los títulos más importantes de la literatura gallega que no podían ver la luz en una España entonces oscura; y los proyectos culturales de la capital del Plata fueron a menudo labrados con las manos de los gallegos albergados en esta ciudad, que los recibió con los brazos abiertos.
Alberto Núñez Feijóo, presidente de la Junta de Galicia.

### Sitios de interés
El Museo de la Emigración Gallega en la Argentina funciona en el barrio de San Telmo de Buenos Aires desde 2005, en un edificio adquirido por la Federación de Asociaciones Gallegas de la República Argentina en 1942 para su sede.
El cementerio de la Chacarita posee un panteón gallego construido en 1929 e inspirado en la Colegiata de Santa María del Sar de Santiago de Compostela. Cuenta con gárgolas con los escudos de las cuatro provincias gallegas. Adempas, cuando se puso la piedra fundamental se enterraron cuatro cofres con tierras de Pontevedra, La Coruña, Lugo y Orense.
Varios barrios de Buenos Aires poseen restaurantes de comida gallega, que incluyen paellas, arroces, pulpos, tortillas y mariscos. La Coruña fue un Bar Notable gestionado por gallegos y ubicado en San Telmo que cerró sus puertas en 2013.

## Galería

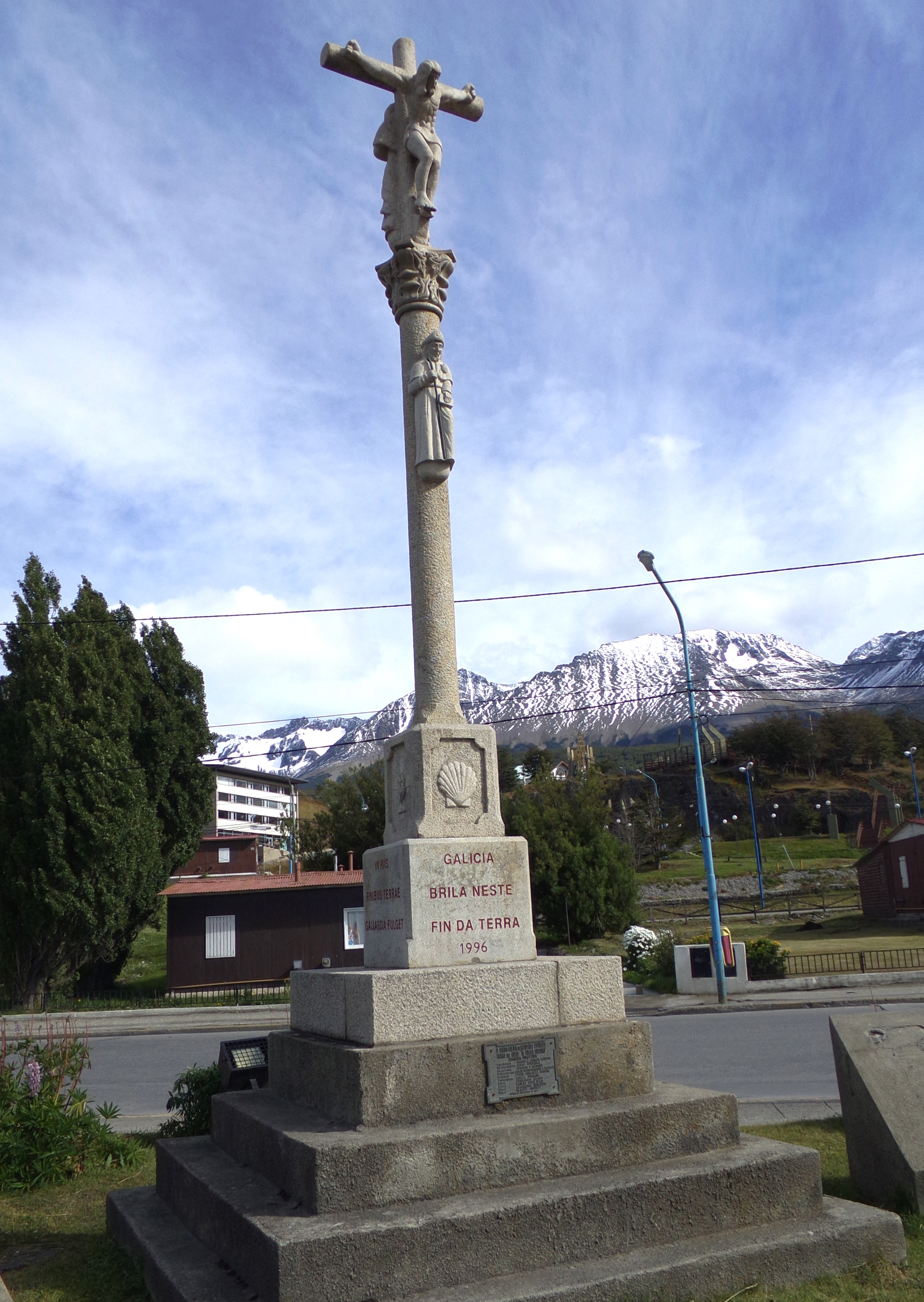
Monumento a los inmigrantes gallegos en Ushuaia, Tierra del Fuego.
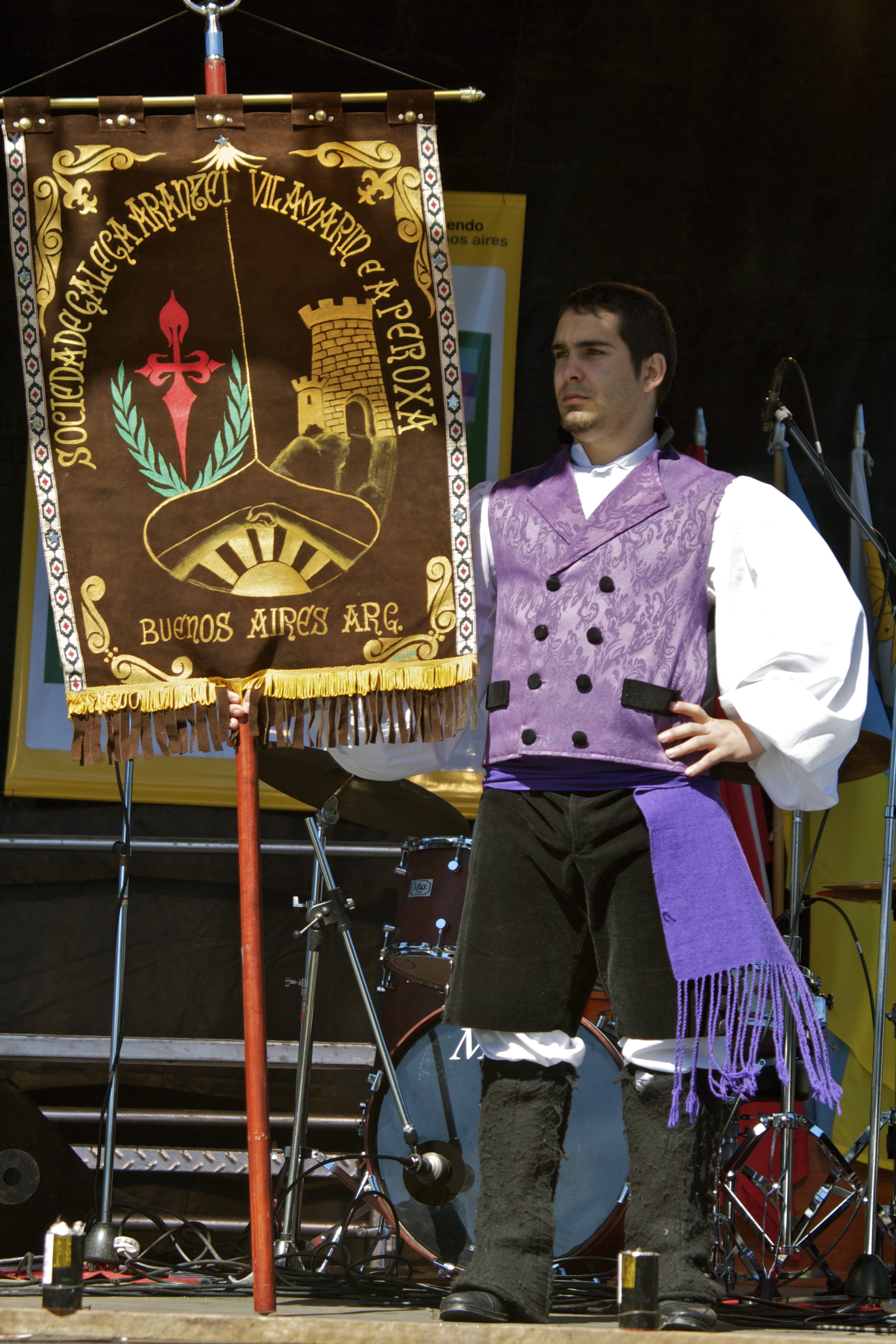
Representante de la Sociedade Galega de Arantei, Vilamarín e A Peroxa de Buenos Aires en el Día del Inmigrante de 2010.
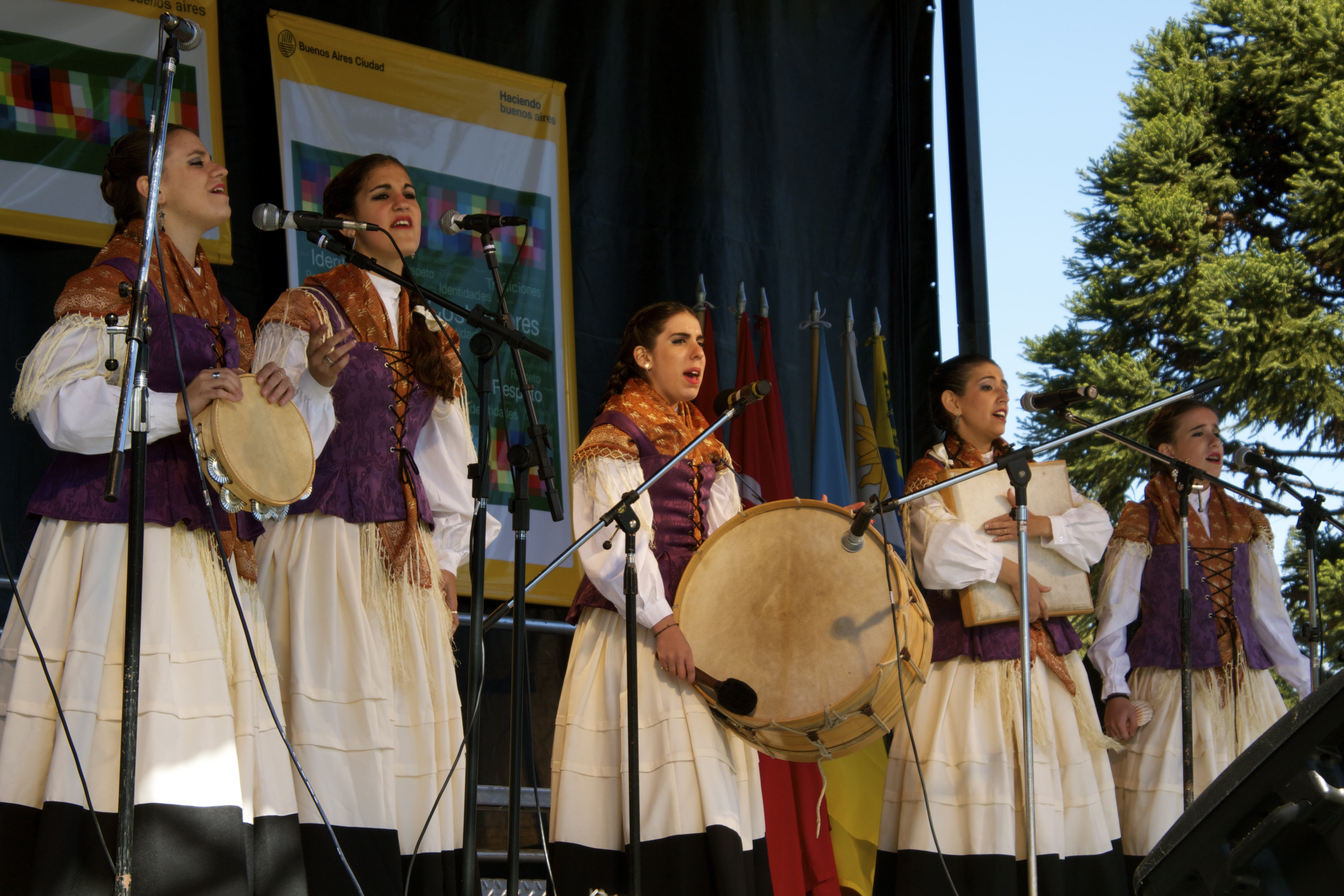
Colectividad gallega en Buenos Aires en el Día del Inmigrante de 2010.
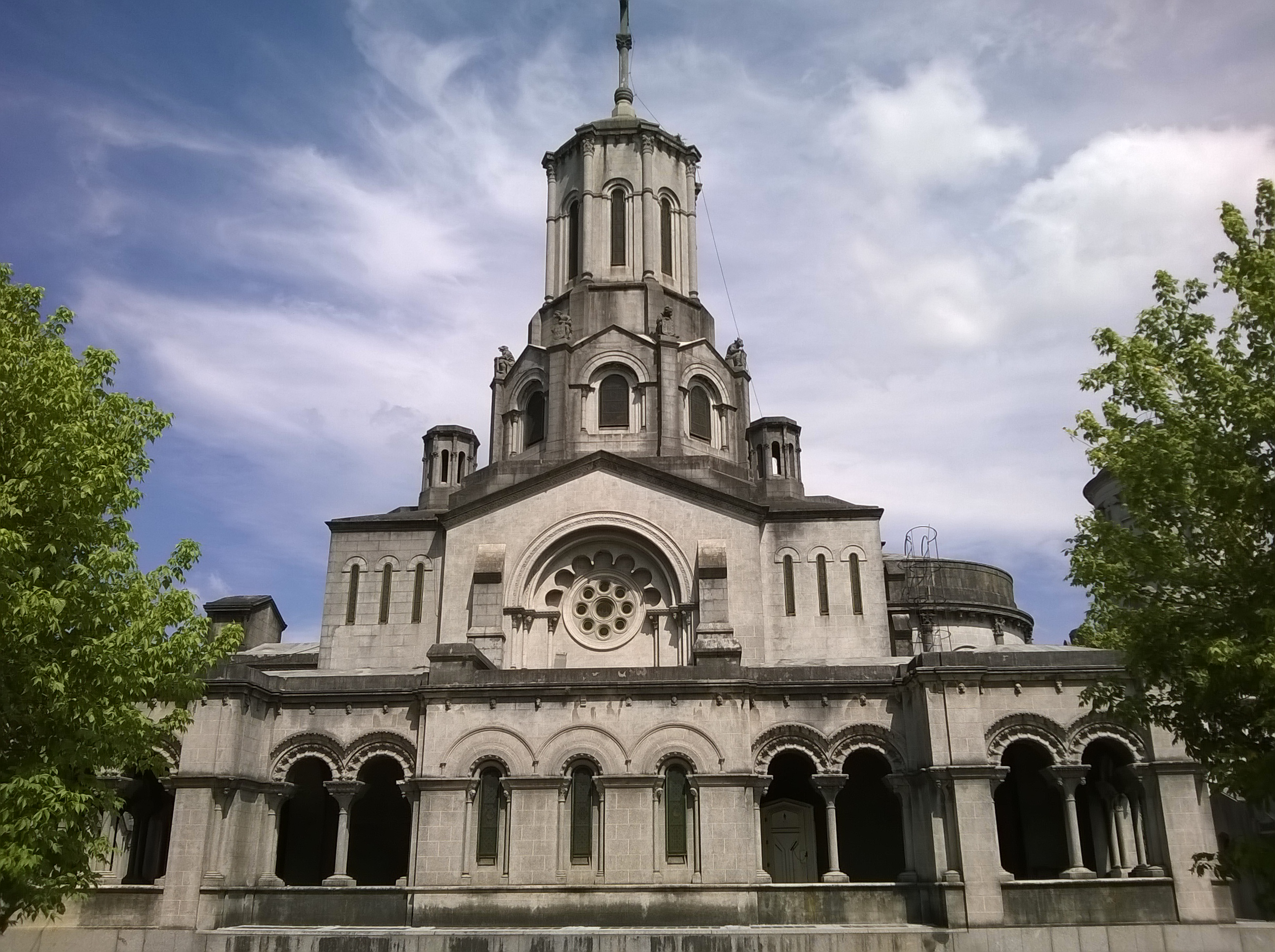
Panteón del Centro Gallego en el cementerio de la Chacarita.